# ألباتيرا
بلدية الوَتيرة أو (نقحرة: ألباتيرا) (بالإسبانية: Albatera) هي بلدية تقع في مقاطعة لقنت التابعة لمنطقة بلنسية شرق إسبانيا.

## الديموغرافيا
بلغ عدد سكان بلدية الوتيرة 11.901 نسمة عام 2011 (وفقاً للمعهد الوطني الإسباني للإحصاء).
| 8.417 | 8.661 | 9.363 | 10.449 | 11.102 | 11.745 | 11.901 |